# Öppen stad (roman)
Öppen stad (Open City) är den nigeriansk-amerikanske författaren Teju Coles debutroman, och gavs ut ursprungligen på engelska i Storbritannien och USA 2011 där den nådde stor framgång, och gavs ut i svensk översättning av Erik MacQueen på Natur & Kultur den 5 oktober 2013 i samband med Moderna museets litteraturfestival. Romanen har beskrivits som en flanörroman, och handlar om den unga psykiatridoktoranden Julius som på sin lediga tid flanerar på New Yorks gator efter 11 september-attackerna, om personerna i hans liv och hans barndomsminnen från Nigeria.